# Palacete Belmarço
O Palacete Belmarço é um edifício histórico na cidade de Faro, na região do Algarve, em Portugal. Foi construído nos princípios do Século XX pelo arquitecto Manuel Joaquim Norte Júnior, no estilo revivalista. É considerado como um símbolo de Faro, e foi classificado como Monumento de interesse público.

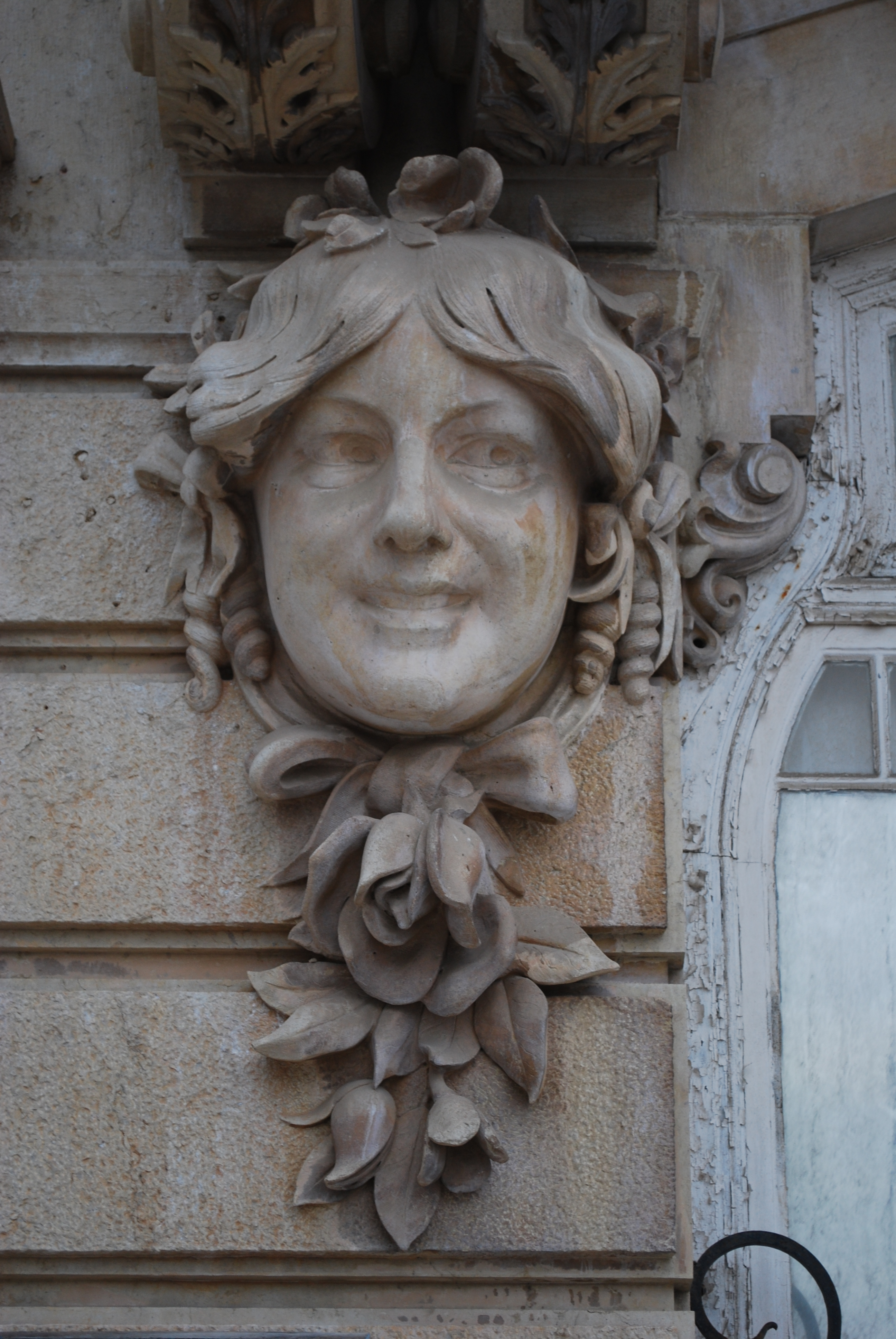
Detalhe do busto na fachada principal.

## Descrição
O palacete está situado no centro histórico de Faro, na antiga freguesia da Sé, junto a uma das portas do núcleo medieval da cidade. Faz fronteira com o Largo D. Marcelino Franco, a Rua José Maria Bandeira, e a Rua de São Francisco.
É um importante testemunho da arquitectura residencial burguesa, de tendência ecléctica e revivalista, no período entre a segunda metade do século XIX e os princípios do século XX, sendo considerando o principal exemplo de arquitectura revivalista em Faro. Devido à sua arquitectura, foi classificado como um dos edifícios notáveis da cidade, e um ex-libris de Faro.
O palacete está dividido em dois pisos, com um torreão formando um terceiro piso parcial. Este torreão, situado no canto Oeste do edifício, é um dos elementos mais visíveis do conjunto, sobressaindo da zona envolvente. Os primeiros dois registos da fachada principal estão divididos em três panos, cada um com uma fórmula distinta dos vãos. Assim, o pano esquerdo apresenta em ambos os pisos uma janela com moldura tripartida e uma guarda em ferro, sendo as pilastras no registo superior decoradas com florões. O corpo central é rasgado por uma porta no estilo das Beaux-Arts no piso inferior, cuja moldura inclui um arco rebaixado com uma semi-esfera e florões, enquanto que a o frontão, igualmente de forma curva, é rematado por aduelas. Este conjunto é parte de um alfiz decorado com folhas de acanto no fuste, e um frontão de forma segmentar, com florões nos lados. Sobre a porta principal está uma janela com moldura de forma circular, com uma guarda em ferro, e que é rematada no topo por um frontão curvo, de forma dupla, e ornado com aduelas. O pano direito tem no rés-do-chão uma janela geminada com um pilar no meio, decorado com uma grinalda em relevo. Entre esta janela e a porta principal e a janela do piso térreo do lado direito sobressai uma escultura representando uma face feminina, decorada com um laço e grinaldas de flores. O primeiro andar é aberto por um janelão em arco de volta perfeita, dividido em três partes por pilastras de ordem coríntia, e que tem em frente com varandim igualmente com guardas de ferro, suportado por aduelas com florões esculpidos. Este pano é rematado, no terceiro piso, por um torreão de forma rectangular, cujas duas fachadas para a rua são rasgadas por janelas duplas com molduras de colunas coríntias, e que no centro possuem um medalhão com uma urna, decorada com florões e grinaldas. O torreão termina em telhados de quatro águas, de forma tronco-piramidal, que é aberto por janelas em mansarda, com moldura em arco de volta perfeita. Atrás do torreão, a cobertura do edifício é rasgada por uma clarabóia de forma quadrada, em ferro e vidro.
A fachada Este do edifício possui dois registos, pontuados de forma simétrica por janelas com guarda de ferro, que no primeiro piso possuem moldura de arco rebaixado, enquanto que no segundo apresentam arco de volta perfeita. Neste lado também se situam uma porta com frontão de forma curva, vazado com grade de ferro, e o portão de acesso ao pátio, encimado por uma varanda de ferro. O lado Oeste Oeste do edifício é simétrica à face oposta, possuindo a mesma disposição das janelas, da porta e do portão rematado pela varanda de ferro, sendo a única diferença correspondente ao canto do torreão no segundo piso, cujas duas fachadas são idênticas.
O interior também foi alvo de uma criteriosa decoração, que combina o estilo revivalista com vários elementos da Arte Nova, sendo de realçar os dois painéis de azulejos, com data de 1916, assinados pelo artista Pinto, com desenhos de monumentos nacionais. Outro elemento significativo no interior é a escada para o andar nobre, com uma estrutura em ferro no estilo da Arte Nova. O piso térreo é composto por um vestíbulo, com entrada na fachada principal e que dá acesso à escadaria para o primeiro andar, e duas unidades de alojamento idênticas no piso térreo, cada uma formada por três quartos, uma sala, uma cozinha e um quintal. O piso superior apresenta um só fogo, composto por três quartos, três salas, uma sala de jantar, uma cozinha e dois terraços. A planta do edifício é de forma rectangular, sendo a área total do edifício de aproximadamente 790 m².

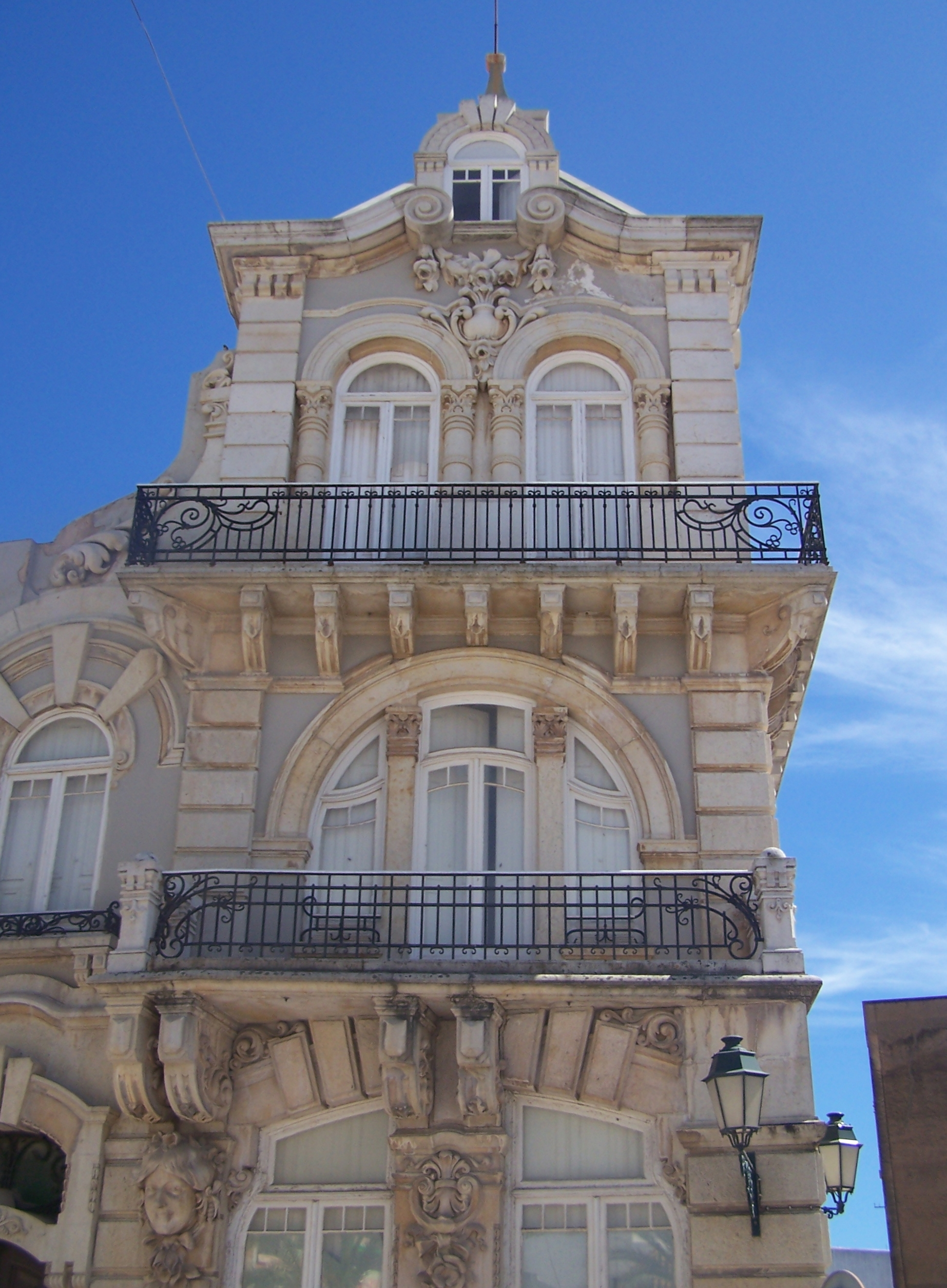
Pormenor do torreão, no canto Noroeste do edifício.

## História

### Planeamento e construção
O edifício foi planeado em 1912 por Manuel Joaquim Norte Júnior, um dos mais conhecidos arquitectos na altura, e que em Faro também foi responsável pelo Café Aliança, construído em 1908. Foi encomendado pelo rico comerciante Manuel Belmarço, que acumulou a sua fortuna com os negócios do café e dos cereais. As obras iniciaram-se ainda em 1912, tendo sido concluídas em 1917. A sua construção inseriu-se numa fase de renovação urbana de Faro, durante a qual se procurou modernizar a aparência dos seus edifícios, de forma a acompanhar as novas tendências em Lisboa. Com efeito, Manuel Belmarço possuía uma casa na capital, na Avenida da Liberdade, tendo provavelmente sido como parte do ambiente burguês e cosmopolita de Lisboa que terá conhecido Manuel Júnior, que já tinha ganho notoriedade como o desenhador de grandes palacetes urbanos. Com efeito, o Palacete Belmarço apresenta algumas similitudes com outras casas de Manuel Júnior, nomeadamente o edifício José Maria Marques ou o edifício na Avenida Defensores de Chaves, n.º 26.
As cantarias do palácio foram feitas pela oficina do mestre Tomaz Ramos, que também trabalhou noutros imóveis em Faro, como o palácio Fialho, o café Aliança, o plinto do busto de João de Deus, o palacete Guerreirinho, e o obelisco a José Bento Ferreira de Almeida. O local onde foi construído o palacete estava antes ocupado por um modesto edifício residencial, parte de um quarteirão situado junto a um canal entre São Francisco e a Alagoa.

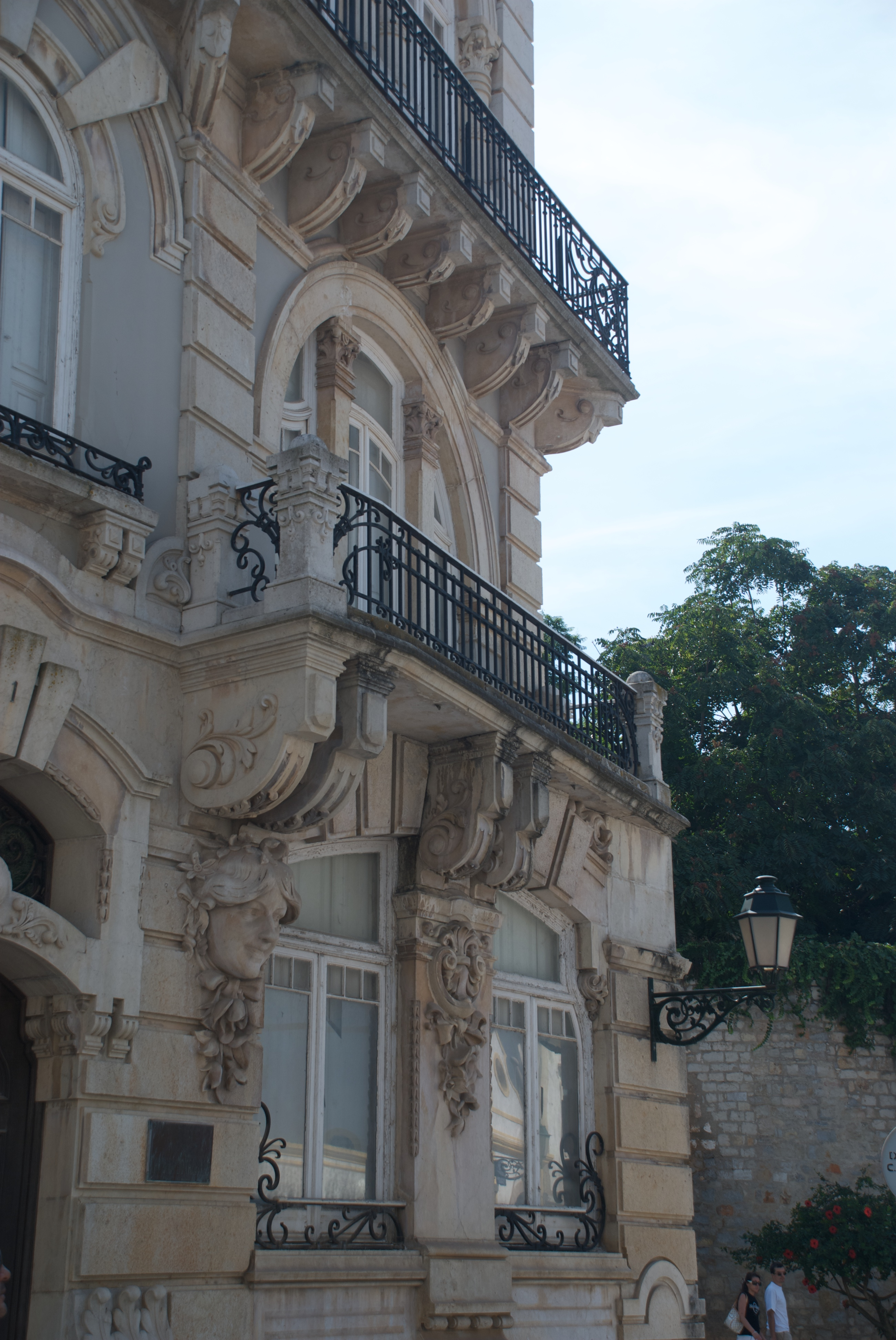
Detalhe do lado Oeste da fachada principal. Pode-se ver a diferença na parede entre o piso térreo e o superior, com a face inferior do balcão a formar um triângulo, com mísulas apenas no lado esquerdo e no centro.

### Décadas de 1990 e 2000
O palacete foi adquirido pela Câmara Municipal de Faro em 1995 ou 1996, pelo valor aproximado de 187.500 Euros, para que fosse ali instalado o futuro Tribunal da Relação de Faro, órgão que foi instituído em 1999. Entretanto, o edifício foi ocupado pelo Tribunal de Trabalho até 1997. De forma a facilitar a instalação do Tribunal da Relação, por volta de 2000 a autarquia cedeu o edifício, de forma gratuita, ao Ministério da Justiça, tendo nesse ano sido feitas as obras de recuperação no exterior do edifício, e de modificação e valorização no interior, de forma a proceder à sua adaptação para funcionamento como Tribunal da Relação. Em 2 de Maio e 4 de Setembro de 2001, o Ministério da Justiça lançou o concurso público para a realização de reabalhos de recuperação no edifício. Porém, o processo de instalação nunca avançou, tendo o Ministério da Justiça fundamentado a decisão devido ao «reduzido volume processual expectável», e devido aos planos do governo de José Sócrates para criar uma cidade judiciária do Algarve noutro local da região, que também não chegaram a avançar. Desta forma, o edifício ficou sem qualquer utilização durante vários anos. Também como parte deste processo, a Câmara Municipal de Faro tinha iniciado obras de reabilitação no edifício, que custaram cerca de 250 mil Euros, mas que não chegaram a ser concluídas, devido a problemas em escavar o subsolo para instalar o elevador, já que as fundações estavam ao mesmo nível da água na Ria Formosa. Como parte da sua adaptação para funções ligadas à administração, o interior do edifício foi profundamente modificado, embora tenham permanecido alguns elementos mais emblemáticos, como os painéis de azulejo. Entretanto, em 14 de Julho de 2000 foi feita a primeira proposta para a classificação do edifício, por iniciativa do município de Faro.
Após a tentativa falhada de instalar o tribunal da relação, a Direcção-Geral do Património vendeu o edifício à Estamo, empresa pública responsável pelo património imobiliário do estado, pelo valor de 700 mil Euros, em Setembro de 2006. Porém, este processo foi disputado pela autarquia de Faro, que iniciou uma acção judicial, alegando que o fim pelo qual tinha sido comprado o edifício, para a instalação do Tribunal, não tinha sido cumprido, além que não tinham sido respeitados os prazos de notificação para que o município pudesse exercer os seus direitos de preferência. O resultado deste processo judicial foi favorável à autarquia, tendo-se então começado a pensar em reutilizar o palacete para fins públicos, tendo-se ponderado a instalação da Direcção Regional de Cultura do Algarve, que na altura estava a pagar renda pela utilização de dois apartamentos na baixa de Faro. Porém, estes planos não chegaram a avançar devido aos elevados custos de recuperação do edifício, que foram computados em mais de um milhão de Euros.

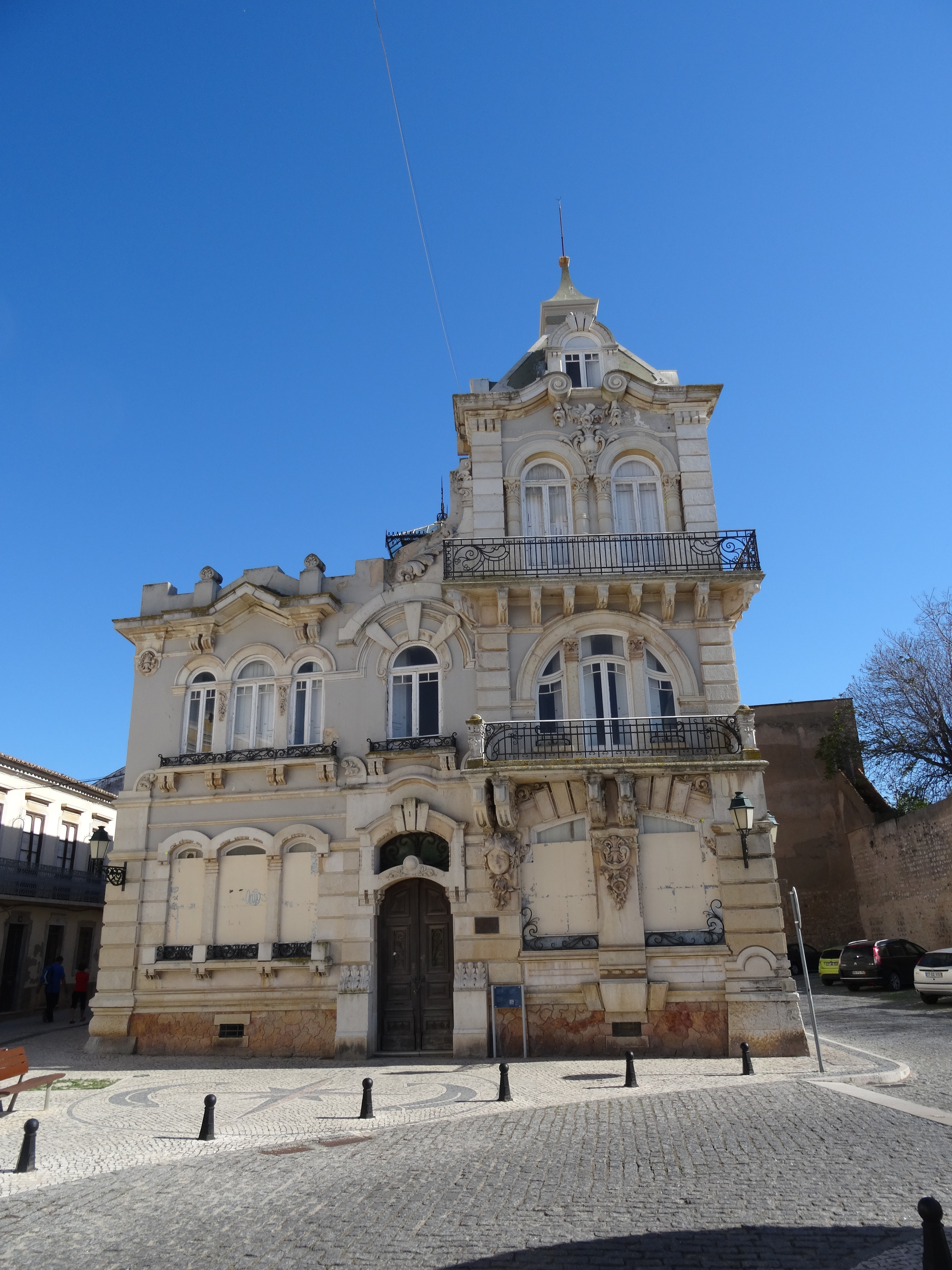
Aparência do Palácio Belmarço, em 2016.

### Década de 2010
Em 3 de Abril de 2013 o Palacete foi classificado como Monumento de Interesse Público.
Em Abril de 2014, a Estamo tinha o imóvel à venda, pelo valor de 459 mil Euros, tendo o prazo para a entrega de propostas terminado em Maio desse ano. No entanto, nos princípios de Setembro, foi alienado à empresa Suburbs por 481 mil Euros, um valor muito inferior ao que o estado tinha dado originalmente pelo edifício. Esta sociedade, sedeada em Faro mas que era cujos capitais eram maioritariamente da firma britânica Barod, tinha manifestado interesse em comprar o edifício desde 2013. Ainda em 2014, foi adquirido pelo empresário João Rodrigues, presidente do Sporting Clube Farense, por um valor aproximado de 455 mil Euros, num processo de hasta pública promovido pela autarquia. Iniciaram-se depois as obras de reabilitação do edifício, que apresentava sinais evidentes de degradação, principalmente no seu interior, tendo-se procurado restaurar o palacete à sua aparência original, tanto no interior como no exterior Por exemplo, foram recuperadas as madeiras já existentes em vez de as substituir, processo que aumentou as despesas, e foram restaurados os painéis de azulejos no interior. Previa-se que após o final dos trabalhos, o palacete seria utilizado como sede de várias companhias de João Rodrigues, e de alguns dos seus parceiros, podendo também albergar o back-office do hotel que estava planeado no antigo Magistério Primário. O edifício também poderia ter fins culturais, tendo-se previsto que a zona da recepção podia ser utilizada em eventos de música clássica ou exposições de arte. Este processo foi elogiado pelo presidente da Câmara Municipal de Faro, Rogério Bacalhau, que iria renovar e devolver à cidade um «edifício emblemático». A recuperação do Palacete Belmarço inseriu-se numa fase de reabilitação de vários edifícios emblemáticos em Faro, que também incluía transformação em hotéis do antigo Magistério Primário, igualmente pelo empresário João Rodrigues, e do antigo Centro Comercial Atrium. Em 26 de Janeiro de 2018, o Palacete foi visitado por membros da Câmara Municipal de Faro, como parte do ciclo de visitas Faro Positivo, que tinha como fim divulgar as várias obras em fase de consolidação na autarquia. Nessa altura, as obras, que duraram cerca de um ano, já estavam na fase de acabamento, tendo sido prevista a sua abertura durante a Primavera.
O edifício foi utilizado pelo menos uma vez como palco de um concerto, no âmbito do programa Dias de Jazz.

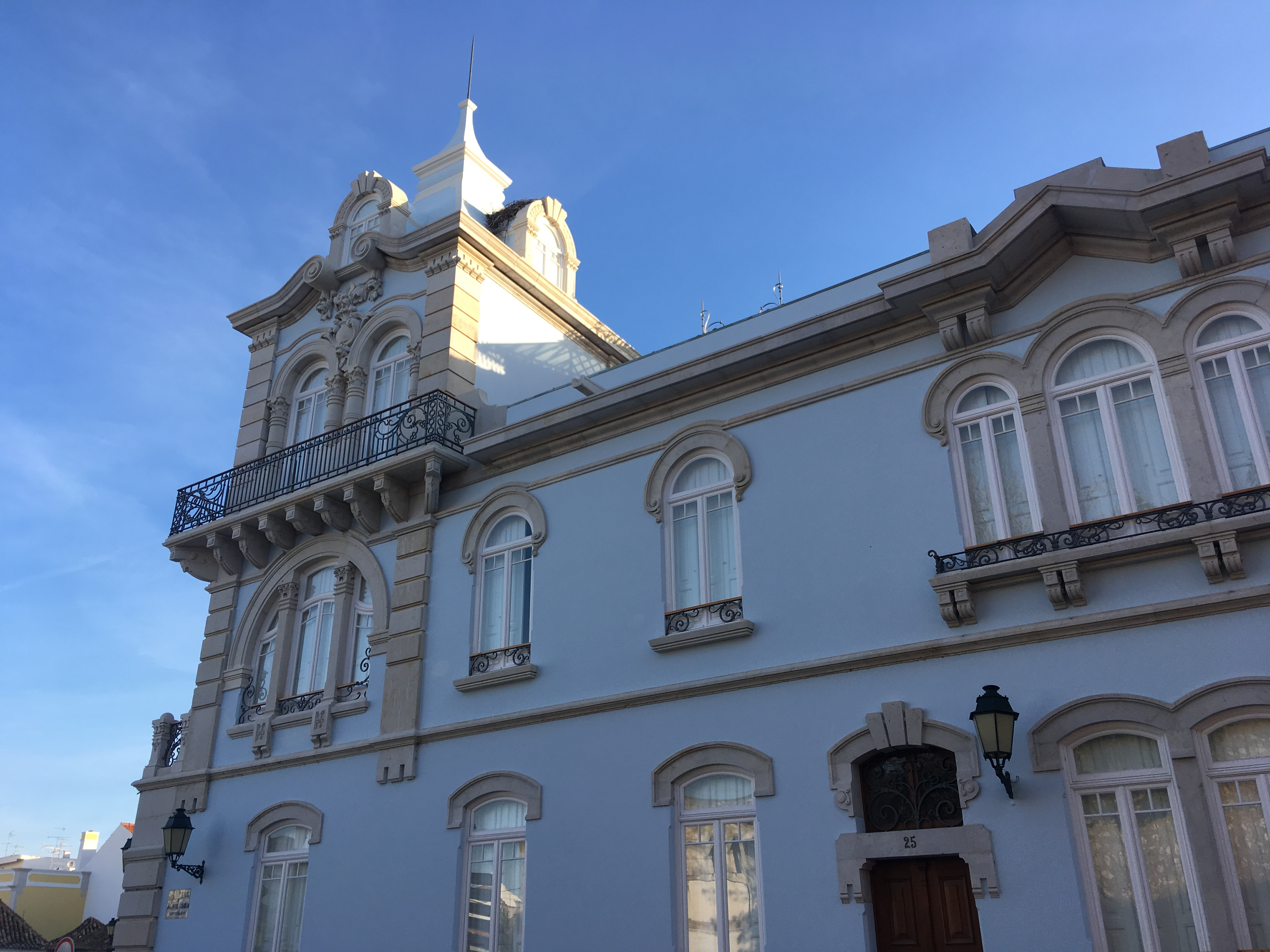
Fachada para a Rua José Maria Brandeiro.

## Leitura recomendada
- Lameira, Francisco I. C. (1995). Faro: Edificações Notáveis. Faro: Câmara Municipal de Faro. 89 páginas